# Oorlogskruis

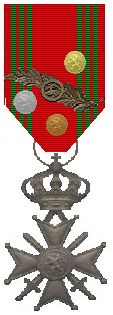
Belgisch Oorlogskruis met leeuwen en palm

Er zijn tal van onderscheidingen die, in enige taal, het "Oorlogskruis" heten. De inspiratie is meestal het Franse Oorlogskruis dat op 8 april 1915 werd ingesteld om naast het Legioen van Eer en de Médaille militaire ook een Eervolle Vermelding te kunnen belonen.

## Nederlandse en Belgische Oorlogskruisen
| Lint | Onderscheiding                              |
|      | Belgisch Oorlogskruis (Eerste Wereldoorlog) |
|      | Belgisch Oorlogskruis (Tweede Wereldoorlog) |
|      | Belgisch Oorlogskruis (sinds 1954)          |

Nederland heeft geen Oorlogskruis, er is wel een "Oorlogsherinneringskruis" uit 1944 en ook een "Mobilisatie-Oorlogskruis" uit 1948 maar deze kruisen zijn herinneringstekens, geen onderscheidingen voor eervol vermelde militairen.
België heeft het Franse voorbeeld gevolgd en een "Oorlogskruis 1940" en een "Oorlogskruis" voor toekomstig gebruik (?) ingesteld. Beiden zijn dapperheidsonderscheidingen. Net als in Frankrijk wordt het Oorlogskruis ook met de Palm voor Eervolle Vermelding of een zilveren dan wel bronzen leeuw op het lint gedragen.

## Oorlogskruisen van Frankrijk
Frankrijk heeft zes oorlogskruisen gekend die de moeizame geschiedenis van Frankrijk in de 20e eeuw weerspiegelen. Ze zijn door regeringen en door later in diskrediet geraakte regeringschefs zoals Maarschalk Petain gesticht. Een van deze kruisen was bestemd voor Franse vrijwilligers in de Waffen-SS.
Men mag in Frankrijk alleen de kruisen uit de Eerste Wereldoorlog, het Oorlogskruis 1939 en het Oorlogskruis voor Krijg buiten Frankrijk dragen. Daarop wordt streng toegezien.
Op de kruisen worden palmen in brons, zilver en goud en ook sterren van deze metalen aangebracht. De sterren werden ingesteld om aan te duiden door wie de drager van het Oorlogskruis werd voorgedragen. Hoe hoger de autoriteit is die de gedecoreerde militair voor het kruis voordroeg, hoe hoger is het prestige van de drager.
De palmen laten zien dat de gedecoreerde in een dagorder werd vermeld.
Sommige Franse militairen dragen een groot aantal palmen op het lint van hun Oorlogskruis, om dat mogelijk te maken wordt het lint eenvoudig langer gemaakt. Het recordaantal palmen op het Oorlogskruis 1914 - 1918 staat op naam van Kapitein-vlieger Georges Guynemer met vierentwintig palmen. Deze "Ace" schoot in de Eerste Wereldoorlog vierenvijftig Duitse vliegtuigen neer tijdens luchtgevechten. Zijn prestatie werd overtroffen door een kruis met zevenentwintig palmen dat de borst van Pierre Clostermann D.S.O, D.F.C van de "Forces Aériennes Françaises Libres", de luchtmacht van de Vrije Fransen onder leiding van Charles de Gaulle, sierde. Beiden ontvingen het Croix de Guerre en de palmen voor evenzovele eervolle vermeldingen. Opvallend genoeg werden zij steeds door een maarschalk. minister of een Generaal, bevelhebber van een leger, in een dagorder eervol vermeld. Zij dragen daarom geen sterren op hun lint. In beide gevallen werd het lint verlengd om ruimte te kunnen bieden aan zoveel palmen.

## De Franse oorlogskruisen
- Het Oorlogskruis 1914 - 1918 (Croix de Guerre) 1915
- Het Oorlogskruis 1939 - 1945 (Croix de Guerre) 1939
- Het Oorlogskruis voor Krijg buiten Frankrijk (Croix de Guerre des Théâtres d'Opérations Extérieurs) 1921

De Franse Republiek van Vichy
- Het Oorlogskruis van de Vichy-regering, na de oorlog het "Croix de Guerre de Vichy" genoemd, uit 1941[1].
- Het Oorlogskruis van Generaal Giraud, het "Croix de Guerre Giraud" of "Croix de Guerre d’Alger"[1]. 1943
- Het Oorlogskruis voor het Franse Vrijwilligerslegioen[2], het "Croix de Guerre des Volontaires Français")[1]. 1941?

Deze zes Franse Oorlogskruisen worden beschreven onder "Oorlogskruis (Frankrijk)".
Uiteraard wordt deze decoratie, voor wat in de ogen van de Vrije Franse regering in ballingschap in Londen landverraders waren, niet erkend door de regering van Generaal De Gaulle en evenmin door de daaropvolgende Franse regeringen. 
De Franse regering heeft de kruisen van de collaborerende regering van Maarschalk Pétain, het kruis van de pro-geallieerde Generaal Giraud en het kruis van de Franse oostfrontvrijwilligers niet alleen afgeschaft maar ook het dragen van deze kruisen streng verboden.

## Geallieerde oorlogskruisen
België stelde tweemaal een Oorlogskruis is. Het land was immers in beide wereldoorlogen betrokken geraakt omdat haar neutraliteit tweemaal werd geschonden. Tsjecho-Slowakije bestond als staat al niet meer toen de Tweede Wereldoorlog uitbrak maar er was wel een Tsjechische regering in ballingschap. Deze regering in Londen stelde een Oorlogskruis in voor de Tsjecho-Slovaken die aan geallieerde zijde vochten tegen het Duitse Rijk.
- Het Oorlogskruis 1940 België 1940
- Het Oorlogskruis België
- Het Oorlogskruis Tsjecho-Slowakije 1918

### Noorwegen, Italië en Luxemburg
Het Franse voorbeeld, een oorlogskruis waarop met palmen eervolle vermeldingen werden aangeduid vond in een aantal Europese staten navolging. Ook zij stichtten hun oorlogskruis.
Noorwegen, Italië en Luxemburg stelden allen een Oorlogskruis in toen zij in een oorlog verwikkeld raakten. Noorwegen was in de Eerste Wereldoorlog neutraal.
- Het Oorlogskruis Noorwegen 1941
- Het Oorlogskruis Italië 1918 en 1940
- Het Oorlogskruis Luxemburg 1951

### Griekenland, Portugal en Polen
- Het Oorlogskruis 1944 Polen 1944
- Het Oorlogskruis Griekenland 1940, in drie graden
- Het Oorlogskruis Griekenland, in drie graden

De Griekse republiek heeft het kruis in 1974 vernieuwd.
- Het Oorlogskruis van Portugal tijdens de Eerste Wereldoorlog

Portugal, al eeuwen een bondgenoot van het Verenigd Koninkrijk, vocht in de Eerste Wereldoorlog aan geallieerde zijde.
Het land vreesde niet neutraal te kunnen blijven en wilde zijn koloniën in Afrika en Azië behouden. De Portugezen bemanden vooral artillerie aan het Westelijk front in Frankrijk.
- Het Oorlogskruis van de Republiek Italië. Het land stelde na de Tweede Wereldoorlog een nieuw Oorlogskruis in, deze keer van verguld zilver. Het model is gelijk gebleven.

## Het oorlogskruis in de heraldiek

Wapen van Leuven na 1926 met het Franse Oorlogskruis

Tal van steden en organisaties zijn met een van de oorlogskruisen gedecoreerd. Men ziet ze ook als vaandeldecoratie aan de vaandels van regimenten. In de Franse heraldiek worden de onderscheidingen van de met het Croix de Guerre onderscheiden steden vol trots onder het wapenschild van de stad afgebeeld. Dat ziet men ook in België. In 1924 werd door het Franse leger een lijst samengesteld met in de Eerste Wereldoorlog "gemartelde steden". Het zwaargetroffen Leuven draagt een Frans Croix de Guerre met een gouden palm onder het wapenschild.